# 7093 Jonleake
7093 Jonleake (1992 OT) là một tiểu hành tinh vành đai chính được phát hiện ngày 26 tháng 7 năm 1992 bởi E. F. Helin ở Palomar.